# Giuseppe Flachi
Giuseppe Flachi, detto Pepè (Reggio Calabria, 19 ottobre 1951 – Milano, 20 gennaio 2022), è stato un mafioso italiano.

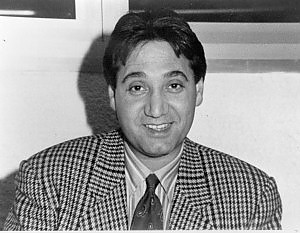
Giuseppe Flachi

È stato uno dei capi di un'alleanza di 'ndrine del milanese tra gli anni ottanta e novanta. Boss della Comasina, amico di Renato Vallanzasca e alleato di Franco Coco Trovato, 'ndranghetista del lecchese e della Brianza.
Fu ricercato per l'omicidio di Felice Valente, narcotrafficante, ucciso il 15 ottobre 1989 dai suoi sicari.

## Guerra con i Batti
La federazione 'Ndrangheta-Camorra si sfalda nel 1990 quando i Batti decidono di mettersi in proprio e contrattare direttamente la compravendita di eroina con la criminalità turca. Il pretesto per scatenare la guerra che durerà 4 anni è un diverbio tra Franco Coco Trovato e Salvatore Batti durante il matrimonio di Pepè Flachi.
Il 15 settembre 1990 dei sicari dei Batti tentano di uccidere Trovato colpendo invece due innocenti, Pietro Carpita e Luigi Recalcati nel comune di Bresso. Trovato insieme al suo vice Antonio Schettini e a Flachi passano al contrattacco uccidendo Francesco Batti in un campo a Trezzano sul Naviglio.
Luigi Batti tenta una mediazione, ma i calabresi con l'inganno invece di aprire una trattativa lo portano con sé e lo uccidono in una pressa.
L'ultimo a rimanere in vita è Salvatore Batti che ritorna nel napoletano, nello specifico a San Giuseppe Vesuviano dal quale era originario, a cercare nuovi uomini per la guerra. I calabresi si accordano con i Fabbrocino per l'omicidio di Batti e in cambio devono uccidere Roberto Cutolo, figlio del più famoso Raffaele Cutolo, acerrimo nemico del boss Mario Fabbrocino, al quale Cutolo, dieci anni prima, aveva fatto ammazzare il fratello. Il 19 dicembre 1990 Antonio Schettini lo uccide a Tradate. Tra il 1990 e il 1993 vengono compiuti 11 omicidi.
L'ultima inchiesta riguardante quella guerra termina il 23 gennaio 2002 con l'operazione Atto finale vengono eseguiti 46 ordini di cattura.

## L'arresto e le condanne
Flachi viene arrestato il 30 novembre 1991 a Tien sur la mer, in Costa Azzurra. A maggio del 1995 viene estradato in Italia.
Estingue la sua pena il 14 marzo 2011.
Il 26 febbraio 2012 viene nuovamente condannato a 20 anni e 4 mesi di carcere con l'accusa di associazione a delinquere di stampo mafioso, smaltimento illegale di rifiuti tossici ed estorsione.
La sua cosca ha subito altre 16 condanne: erano coinvolti nelle estorsioni ai paninari milanesi, si sono infiltrati nella gestione della sicurezza dei locali notturni e nel settore del movimento terra. Alle elezioni regionali lombarde del 2010 avrebbero anche redirezionato dei voti verso una candidata.

## Morte ed eredità
Malato di tumore, che curava alla clinica Humanitas San Pio X, viene poi colpito dalla malattia di Parkinson, per la quale muore il 20 gennaio 2022, a 70 anni; le sue ceneri vengono tumulate nella tomba familiare, al cimitero di Bruzzano.
Il 6 settembre 2022 viene arrestato il figlio Davide nell'operazione Metropoli –Hidden Economy.